# Gustavo Menezes
Gustavo Menezes (ur. 19 września 1994) – amerykański kierowca wyścigowy.

## Życiorys

### Formuła Renault
Menezes rozpoczął karierę w jednomiejscowych samochodach wyścigowych w wieku 16 lat w 2010 roku w Pacific F2000 Championship Presented by Corsa Car Care. Zdobył tam 12 punktów, co mu dało 14 lokatę w klasyfikacji generalnej. Rok później rozpoczął starty w Europejskim Pucharze Formuły Renault 2.0 oraz w Alpejskiej Formule Renault. W obu tych seriach Francuz podpisał kontrakt z austriacką ekipą Interwetten.com Junior Team. W serii Alpejskiej zajął 18. miejsce, zaś w europejskim pucharze nie był klasyfikowany. Największy sukces odniósł jednak w Star Mazda Championship Presented by Goodyea, w którym był ósmy w klasyfikacji końcowej. Rok później w tej samej serii był sklasyfikowany na 9. miejscu.

### Formuła 3
Na sezon 2013 Amerykanin podpisał kontrakt z Van Amersfoort Racing na starty w Niemieckiej Formule 3. Dwukrotnie odnosił zwycięstwa, a ośmiokrotnie stawał na podoium. Z dorobkiem 241 punktów uplasował się tam na czwartej pozycji w końcowej klasyfikacji kierowców.
Rok później Menezes dołączył do stawki Europejskiej Formuły 3. Wystartował łącznie w 33 wyścigach, w ciągu których dwukrotnie stawał na podium. Zdobył łącznie 91 punktów. Wystarczyło to na jedenaste miejsce w końcowej klasyfikacji kierowców. Wystartował również w Grand Prix Makau. Rywalizację w nim zakończył na 10. miejscu.
W sezonie 2015 kontynuował starty w serii. Tym razem jednak reprezentował ekipę Jagonya Ayam with Carlin. Zanotował jednak regres wyników. Zdobył 65 punktów. Punktował w 12 z 33 wyścigów, najlepszy wynik odnotowując Silverstone i Algarve, gdzie dojechał na czwartej lokacie. Rywalizację zakończył na 12. pozycji w klasyfikacji końcowej. Ponownie wziął udział w Grand Prix Makau – tym razem jednak nie dojechał do mety.

### Inne
Oprócz startów w seriach promujących, Amerykanin zaliczył gościnne występy w innych kategoriach. W latach 2013 wystartował z zespołem RSR Racing w American Le Mans Series oraz w latach 2014–2015 w Mistrzostwach Stanów Zjednoczonych Samochodów Sportowych. Najwięcej punktów zdobył w sezonie 2015, kiedy to z dorobkiem pięćdziesięciu trzech „oczek” zmagania zakończył na 23. miejscu.
Zaliczył także gościnny występ w Mistrzostwach Global Rallycross. Reprezentując ekipę Olsbergs MSE, zdobył 11 punktów, dzięki którym rywalizację ukończył na 20. pozycji.

## Wyniki

### Podsumowanie
| Sezon | Seria                                                  | Zespół                      | Wyścigi | Zwycięstwa | PP | NO | Podium | Punkty | Pozycja |
| ----- | ------------------------------------------------------ | --------------------------- | ------- | ---------- | -- | -- | ------ | ------ | ------- |
| 2010  | Pacific F2000 Championship Presented by Corsa Car Care |                             | 2       | 0          | 0  | 0  | 0      | 12     | 14      |
| 2011  | Star Mazda Championship Presented by Goodyear          |                             | 11      | 0          | 0  | 0  | 1      | 297    | 8       |
| 2011  | Europejski Puchar Formuły Renault 2.0                  | Interwetten.Com Junior Team | 8       | 0          | 0  | 0  | 0      | 0      | NS      |
| 2011  | Alpejska Formuła Renault 2.0                           | Interwetten.Com Junior Team | 6       | 0          | 0  | 0  | 0      | 68     | 18      |
| 2012  | Europejski Puchar Formuły Renault 2.0                  | Fortec Motorsports          | 2       | 0          | 0  | 0  | 0      | 0      | NS      |
| 2012  | Star Mazda Championship Presented by Goodyear          | Team Pelfrey                | 17      | 0          | 0  | 0  | 0      | 208    | 9       |
| 2013  | ATS Formel 3 Cup                                       | Van Amersfoort Racing       | 26      | 2          | 0  | 2  | 8      | 241    | 4       |
| 2013  | American Le Mans Series – Prototype Challenge          | RSR Racing                  | 1       | 0          | 0  | 0  | 0      | 0      | NS      |
| 2014  | Europejska Formuła 3                                   | Van Amersfoort Racing       | 33      | 0          | 1  | 0  | 2      | 91     | 11      |
| 2014  | United SportsCar Championship – PC                     | RSR Racing                  | 0       | 0          | 0  | 0  | 0      | 1      | 52      |
| 2014  | Grand Prix Makau                                       | Van Amersfoort Racing       | 1       | 0          | 0  | 0  | 0      | N/A    | 10      |
| 2015  | Europejska Formuła 3                                   | Jagonya Ayam with Carlin    | 32      | 0          | 0  | 1  | 0      | 65     | 13      |
| 2015  | United SportsCar Championship – PC                     | RSR Racing                  | 3       | 0          | 0  | 0  | 0      | 53     | 23      |
| 2015  | Grand Prix Makau                                       | Carlin                      | 1       | 0          | 0  | 0  | 0      | N/A    | NS      |
| 2016  | World Endurance Championship – LMP2                    | Signatech Alpine            | 9       | 4          | 1  | 1  | 7      | 199    | 1       |